# Не спи (альбом Ingret)
«Не спи» — дебютний альбом української співачки INGRET,  презентований 12 жовтня 2018 року.

## Про альбом
|          | Мій настрій в альбомі таке ж різний, як в житті. Витриманий "від А до Я" стиль – не про мене: можу жартувати, через хвилину плакати, кричати, любити ... Думаю, що ми дуже малі в цьому світі і дуже великі. Одні приходимо і одні йдемо. У цьому світі ми гості – не більше і не менше. Коли ми вільні – є сили йти вперед. Часто замислююсь про це. Тому моя музика - нагадування не тільки всім людям, але і самій собі проживати кожен день. Я поки вчуся жити на 100%, але знаю точно, що не можна застрявати в часі. "Не Спи" – йди вперед, що б не сталося! |
| — INGRET | |

## Список пісень
Автор слів INGRET, автор музики INGRET, Артем Алтунин. 
| #     | Назва            | Тривалість |
| ----- | ---------------- | ---------- |
| 1.    | «Лети»           | 3:34       |
| 2.    | «Вперёд»         | 3:31       |
| 3.    | «Колюшка»        | 3:17       |
| 4.    | «Шкаф»           | 3:05       |
| 5.    | «В небо»         | 3:25       |
| 6.    | «Если»           | 3:15       |
| 7.    | «Здесь и сейчас» | 3:16       |
| 8.    | «Ти не тут»      | 4:14       |
| 9.    | «Не спи»         | 4:04       |
| 10.   | «Отпусти»        | 4:11       |
| 58:00 |                  |            |